# Stazione di Costa Masnaga
Stazione di Costa Masnaga vasútállomás Olaszországban, Lombardia régióban, Costa Masnaga településen.

## Vasútvonalak
Az állomást az alábbi vasútvonalak érintik:
- Monza–Molteno–Lecco-vasútvonal

## Kapcsolódó állomások
A vasútállomáshoz az alábbi állomások vannak a legközelebb:
- Stazione di Molteno (Stazione di Molteno, Stazione di Lecco, Monza–Molteno-vasútvonal, S7)
- Stazione di Cassago-Nibionno-Bulciago (Stazione di Monza, stazione di Milano Porta Garibaldi superficie, Monza–Molteno-vasútvonal, S7)